# Monts de Tlemcen
Les monts de Tlemcen sont une chaîne montagneuse d'Algérie située au Nord-Ouest du pays dans la wilaya de Tlemcen.
Ils sont reconnus réserve de biosphère par l'Unesco et abritent le parc national de Tlemcen.

## Géographie

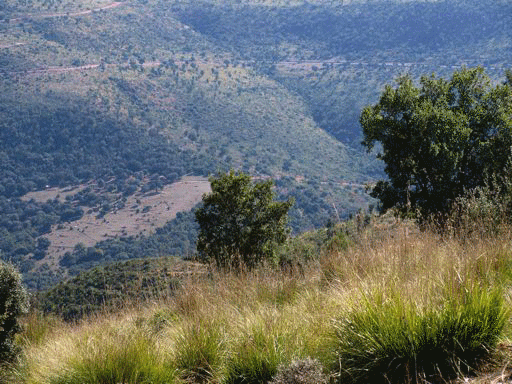
Vue sur les monts de Tlemcen.

Les monts des Tlemcen sont une chaîne de l'Atlas tellien située à son extrémité occidentale au sud du bassin de Tlemcen. Le massif est relativement bien arrosé avec des précipitations supérieures à 600 mm/an. Il est plus forestier que le massif des Trara, notamment dans la partie du sud-ouest.
Les monts de Tlemcen correspondent à un vaste horst de direction NE-SW. Ils sont situés entre plaines et plateaux  au nord et une zone de hautes plaines steppiques au sud. Leur altitude varie de 800 m à 1 400 m et le point culminant est à 1 843 m au Djebel Tenouchfi.
Ils constituent le massif carbonaté karstifié le plus étendu du nord-ouest algérien, après celui des monts de Saïda. Ses aquifères constituent la principale ressource en eau de la région. Ils sont captés par plus de 160 forages.
La partie septentrionale des monts est incluse dans le parc national de Tlemcen qui surplombe la ville de Tlemcen.

## Administration
Les monts de Tlemcen s'étendent sur 13 communes dans la wilaya de Tlemcen, dont celles de Beni Snous, Beni Bahdel, Aïn Fezza et Mansourah.

## Patrimoine

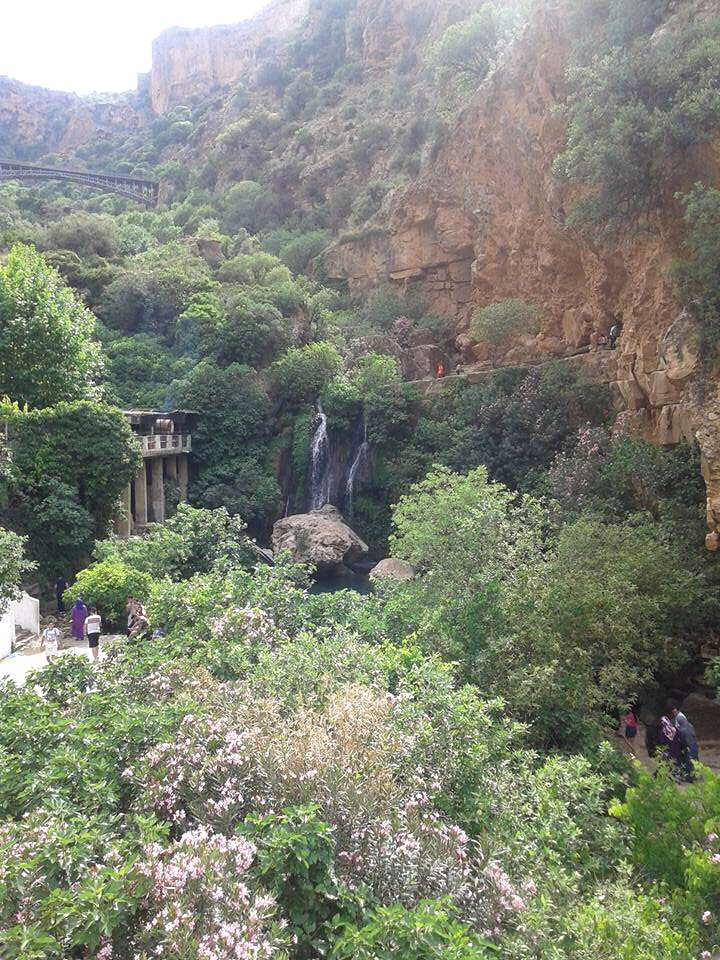
Cascades d'El-Ourit.

En 2016, les monts de Tlemcen sont reconnus réserve de biosphère par l'Unesco sur une surface de 985,32 km2 et une population de 191 544 habitants. 
Ils  abritent une faune et une flore sauvages d'une grande richesse, évoluant dans un microclimat humide dont 39 espèces végétales protégées et 61 espèces animales protégées. 
Le parc national de Tlemcen abrite également des sites naturels d'une grande curiosité comme les cascades d'El-Ourit, la grotte des Ain Beni Add et le plateau de Lalla Setti ainsi que des monuments historiques et archéologiques : le site de Mansourah, la mosquée Sidi Boumediene, la mosquée d'Agadir, le tombeau d'Abou Ishac El Tayar et le mausolée de Sidi Abdallah.